# Punta dei Camosci
La Punta dei Camosci (Bättelmatthorn in tedesco; Bedelmathorä o Gemschlanhorä in walser formazzino - 3.046 m s.l.m.) è una montagna delle Alpi del Monte Leone e del San Gottardo nelle Alpi Lepontine.

## Caratteristiche

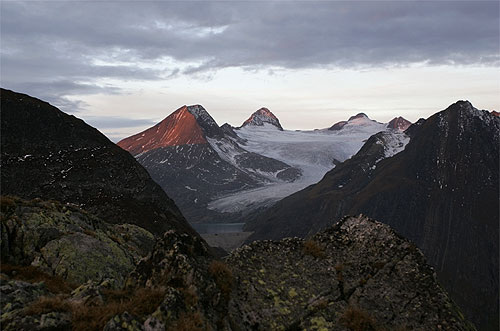
La Punta dei Camosci (a sinistra), il Siedel Rothorn (al centro) ed il Blinnenhorn (a destra).

La montagna è collocata tra la Val Formazza e l'alto Vallese nella cresta che dal Blinnenhorn sale verso il Griespass.
Punta molto panoramica che domina il Griessee. La montagna contorna il Griesgletsher.

## Salita alla vetta
Si può salire sulla vetta lungo il versante italiano partendo dal Rifugio Città di Busto oppure dal Rifugio 3A.
Dalla Svizzera si può salire sulla montagna partendo dal passo della Novena.